# Proacidalia mirabilis
Proacidalia mirabilis är en fjärilsart som beskrevs av De Sagarra 1923. Proacidalia mirabilis ingår i släktet Proacidalia och familjen praktfjärilar. Inga underarter finns listade i Catalogue of Life.